# ケリー・ビーグル
ケリー・ビーグル（英：Kerry Beagle）は、アイルランドのケリー県原産のセントハウンド犬種である。別名はギャドハー（英：Gadhar）、ポカダン（英：Pocadan）。

## 歴史
詳しい年代ははっきりしないが、1735年以前にある名家の家長が生み出した犬種である。フランス南部の町から輸入したアリエージュ・ハウンドと地元のハウンド犬種を数種類交配させて作出した。
ケリー・ビーグルは他のセントハウンド犬種とはちょっと違った働きをして狩猟に参加した。同じくアイルランド原産のク、及びその進化種であるアイリッシュ・ウルフハウンドとコンビを組んで2匹1組で狩猟を行なった。主に狩るものはシカ、ノウサギ、キツネ、オオカミなどである。ケリー・ビーグルは獲物の臭いを追跡し、発見すると自分より力も走力も上手である相棒にバトンタッチして追いかけてもらい、獲物を仕留めてもらうというのがその内容である。然し、獲物がシカやオオカミなどの大型獣であったり、相棒がてこずるような強敵が現れた際には一緒になって狩りを行なうので、「口だけ出して手出さず」というわけではない。
ちなみに、「ケリー・ビーグル」という犬種名の「ビーグル」の部分は、本来の犬種名のつけ方からするとやや法則を破ったものの一つである。英系・愛系のセントハウンド犬種はサイズ（体高）によって犬種名の区分が行なわれていて、大きい順にハウンド（又はフォックスハウンド）、ハーリア、ビーグル、バセットの4段階（5段階）に分けられている。この区分によると、本種は「ハウンド」に分類される大きさをしているのではあるが、何故かサイズ階級が2段階も小さい「ビーグル」の名がつけられている。これにはいくつかの理由があり、一つは作出者がビーグル好きで、且つこのサイズ区分のことを知らなかったということがある。もう一つの要因は、相棒のク又はアイリッシュ・ウルフハウンドに比べて本種が1回りも2回りも小さかったため、このような呼び名がついて定着したということである。この二つの理由により、今日も本種は「ハウンド」ではなく「ビーグル」と呼ばれ続けている。この犬種名は完全に定着し、現在厳しいサイズ階級の件も廃れつつあるため、階級を無視しているとはいえ、不適切な犬種名ではなくなった。
本種はかつて世界的に有名なキャラクター、スヌーピーのモデルであると噂された時期もあった。サイズが比較的に近く、毛色もすっかりスヌーピーと一緒のものも多かったことがその理由であったが、この噂は事実ではなかった。スヌーピーの登場する漫画、「ピーナッツ」の著者であるシュルツ自身が「スヌーピーのモデルはビーグルである」と公言したことにより、噂が事実ではないことがはっきりと判明した。このシュルツがいう「ビーグル」は、現在もよく知られている通常のビーグルのことで、ケリー・ビーグルではない。然しながら、この多くの人に知られている、ペットショップなどで売られている「ビーグル」と、実猟犬として活躍していた、シュルツが目にしていた「ビーグル」は微妙に違うものだったのではないか、という見方もある。少なくとも、ケリー・ビーグルがスヌーピーではないことははっきりしており、この説を信じる人は現在数少ない。

あまり著名な犬種ではないが、アイルランドで大飢饉が発生した際にアメリカへ渡った移民により数頭が持ち出され、アメリカン・フォックスハウンドやブラック・アンド・タン・クーンハウンドの基礎も築いた。
現在もアイルランド以外ではあまり見かけない犬種ではあるが、原産地では実猟犬としてだけでなくペットやショードッグとしても飼育が行なわれている。

## 特徴
筋肉質で引き締まった体つきをしたセントハウンドである。マズルが長く、先が尖っていて、脚も長く、太い。胸は広く、首は少し短めである。マズルは長くて先が尖っていて、脚も長く、太い。胸は広く、首は少し短めである。目は小さめで精悍な顔立ちをしているが、眼光はそれほど鋭くない。耳は幅の広い大きな垂れ耳、尾は太く飾り毛の無い垂れ尾。コートはスムースコートで、毛色はホワイトを地としてブラック、或いはブラックとタンの斑が入ったものなど。体高56〜66cmの大型犬で、性格は温厚で友好的、忍耐力が強い。子供や他の犬とも仲良くすることが出来、しつけの飲み込みや判断能力も高い。だが、吠え声がよく響き、運動量も非常に多いので都心部での飼育には不向きである。飼うならば広いスペースを有する必要がある。